# Sicheleule
Die Sicheleule (Laspeyria flexula), auch Nadelwald-Flechteneule oder Graue Flechten-Spannereule genannt, ist ein Schmetterling (Nachtfalter) aus der Familie der Erebidae. Es ist die einzige Art der Gattung Laspeyria, die in Europa vorkommt.

## Merkmale
Die Falter haben eine Flügelspannweite von 26 bis 36 Millimeter. Der Kopf, die Labialpalpen und das Patagium sind orangerot, der restliche Thorax und das Abdomen grauweiß mit schwarzer Überstäubung. Die Fühler des Männchens sind nur mit kurzen Zilien besetzt. Zeichnung und Grundfarbe der Flügel sind vergleichsweise wenig variabel. Der Apex des Vorderflügels ist sichelförmig mit einer tiefen Einbuchtung darunter. Die Oberseite des Vorderflügels ist grau mit einem braunen Wisch auf die Termen zu und einer dunklen Überstäubung. Die innere und äußere Querlinie verlaufen schräg und knicken an der Costa abrupt ab. Beide Querlinien sind braun gesäumt und dadurch deutlich gezeichnet. Vom Knick der Querlinien bis zum Costalrand ist bei beiden Querlinien zum Medianfeld ein dunkler, verwaschener Fleck ausgebildet. Die Wellenlinie ist feiner gezeichnet als die innere und äußere Querlinie, hellstrohgelb gefärbt und gewellt. Die Nierenmakel sind schwach gezeichnet und kaum sichtbar, enthalten aber zwei kleine schwarze Punkte. Die Einbuchtung am Termen ist braun gerandet und ergibt das Bild eines Halbmondes. Die interneuralen Flecke sind dunkler als die Grundfarbe und sind auch in dem braunen Halbmond zu sehen. Die Hinterflügel sind etwas heller und leicht gewinkelt auf der Hälfte der Termen. Sie zeigen nur eine einzige dunkel gerandete Querlinie und dunkle interneurale Flecke. Die Fransenschuppen sind hellbraun. Die Unterseite der Flügel ist hellgrau mit einer orangebraunen Überstäubung. Vorder- und Hinterflügelunterseite weisen eine gebogene postdiskale Querlinie und einen v-förmigen, dunklen Diskalfleck auf.
Das Ei ist kegelförmig, mit einer abgeflachten Spitze und einer breit gewölbten Unterseite. Die Oberfläche weist 28 schwache, gewellte Rippen auf, von denen 15 die Mikropylzone erreichen und dort z. T. etwas kräftiger ausgebildet sind. Das Ei ist hellgelb gefärbt, die Rippen sind im Bereich der Mikropylzone hellbraun.
Die Raupe ist auffallend schlank und wird 22 bis 26 Millimeter lang. Die beiden ersten Beinpaare sind stark reduziert, die Bauchkante ist mit Hautausstülpungen versehen. Die Grundfarbe variiert von weißlichgrau bis grünlich mit einem dunkleren, flechtenartigen Muster auf dem Rücken und den Seiten. Auf den Seiten der ersten drei Segmente sitzen schwarze Schrägstriche. Die Rückenlinie ist etwas dunkler als die Grundfarbe, vor allem in den Segmenteinschnitten. Die Nebenrückenlinien sind hell und dunkler gesäumt. Die Segmente 9 und 10 sind etwas dunkler gehalten. Die Punktwarzen sind schwarz. Von Herbst – überwinternd – bis Juni an Nadelholzflechten.
Die Puppe ist relativ schlank. Der Kremaster weist vier gleich lange, feine Borsten auf.

## Geographische Verbreitung und Lebensraum
Die Sicheleule kommt von der Iberischen Halbinsel im Westen bis zum Russischen Fernen Osten vor. Die Südgrenze der Verbreitung verläuft vom Norden der Iberischen Halbinsel, über Korsika, Süditalien und Südgriechenland zum Schwarzen Meer, entlang der Nordküste der Türkei bis zum Kaukasus. Die nördliche Arealgrenze verläuft von Südengland, Südnorwegen über den Ural, Sibirien bis zum Ussurigebiet und Japan.
Die Art bevorzugt Nadel- und Mischwälder, aber auch Laubwälder sowie Parklandschaften. In den Alpen steigt sie bis auf 1300 Meter.

## Lebensweise
Die Sicheleule bildet zwei, in günstigen Jahren und unter klimatisch günstigen Verhältnissen auch drei ineinander übergehende Generationen pro Jahr, deren Falter von Anfang Juni bis Anfang Oktober fast kontinuierlich fliegen. In Baden-Württemberg fliegen die Falter der ersten Generation von etwa Ende Mai/Anfang Juni bis Mitte/Ende Juli, die Falter der zweiten Generation von Ende Juli bis Mitte August. Die Falter, die dann ab Anfang September fliegen, gehören wahrscheinlich einer dritten (partiellen?) Generation an. Die Falter sind nachtaktiv und kommen ans Licht sowie an den Köder. Sie ruhen am Tag an Stämmen, fliegen aber leicht auf. Nach Bergmann (1954) sitzen sie an heißen Tagen gern am Boden auf Nadeln und Moos.
Die Raupen sind nachtaktiv und im August und September sowie wieder ab Oktober zu finden. Sie ernähren sich von Flechten wie Physcia stellaris und der Gewöhnlichen Gelbflechte (Xanthoria parietina), die auf der Rinde von Nadelbäumen wachsen, sowie von Algen der Gattung Protococcus, die auf der Rinde von Nadelbäumen, aber auch Sträuchern wie Schlehdorn (Prunus spinosa) und Weißdornen (Crataegus spp.) wachsen. Bergmann (1954) gibt die Flechtengattungen Parmelia, Peltigera und Graphis an. Die junge Raupe überwintert.
Die Verpuppung erfolgt in einem gelbgrauen festen Gespinst zwischen Nadeln und Flechten auf den Zweigen. Die Puppenruhe dauert vier bis sechs Wochen.

## Gefährdung
Die Sicheleule ist in Deutschland nicht gefährdet.